# Oregon Route 219
Az Oregon Route 219 (OR-219) egy oregoni állami országút, amely észak–déli irányban az Interstate 5 és az Oregon Route 214 woodburni találkozása és az OR 8 hillsborói elágazása között halad.
A szakasz a Hillsboro–Silverton Highway No. 140 része.

## Leírás
A nyomvonal az Interstate 5 és az Oregon Route 214 csomópontjánál kezdődik nyugati irányban. Rövid északi szakaszát követően az út West Woodburnbe érkezik, majd északnyugat felé keresztezi a helyi vasúti rakodóhely vágányait. Innen négy, kilencven fokos kanyart követően St. Paul városába érkezik, ahol a River Road Northeastbe torkollva északra fordul; az innen futó szakaszt St. Paul Highwaynek nevezik. Röviddel ezután a pálya keresztülhalad a Willamette-folyón, majd Newberg előtt elhalad az OR 18 Newberg–Dundee elkerülője mellett. A városba érkezvén nyugat felé az 99W útba (Pacific Highway West No. 1W) torkollik, majd 250 méteren át annak osztott pályás szakaszával közösen halad. Északra fordulva a pálya a North College Street nyomvonalát követi, majd a vasúti átjáró után, Newberget elhagyva egy hosszabb kanyargós szakasz következik. Schollsba érkezvén az OR 210 kereszteződésében az útvonal nyugatra fordul és Midwaybe érkezik; itt két, kilencven fokos kanyar található, amelyek átépítését tervezik.
A pálya ezután elhalad Laurel, illetve az Oregon Route 10 Farmingtonba vezető szakasza mellett, majd keresztezi a Tualatin-folyót. Hillsboróba érkezvén az út észak felé a South 1st Avenue nyomvonalát követve a vasúti deltavágányokat keresztezvén a 8-as útban (Southwest Oak Street/Southwest Baseline Street), a nulla kilométerkőnél végződik.

### Nyomvonal-korrekciók
- 1989-ben Washington megye az utat a segélyhívásokhoz való gyorsabb kiérkezés érdekében Hillsboro Highway névre keresztelte át.[4]
- A nyomvonal az 1990-es években a French Prairie Roadon át Salem északi városrészéig, az Oregon Route 99E Business (Salem Parkway) keizeri városhatáron lévő kereszteződéséig futott; az elkerülő építésekor a Broadway és High utcákat a Marion és Center utcák kereszteződésével, illetve a 22-es és 99E utak korábbi szakaszával kötötte össze.
- Newbergtől délre a 18-as úthoz új elkerülő (Newberg–Dundee Bypass) épült.

## Fordítás
- Ez a szakasz részben vagy egészben  az   Oregon Route 219 című angol Wikipédia-szócikk History című fejezete ezen változatának fordításán alapul.  Az eredeti cikk szerkesztőit annak laptörténete sorolja fel. Ez a jelzés csupán a megfogalmazás eredetét és a szerzői jogokat jelzi, nem szolgál a cikkben szereplő információk forrásmegjelöléseként.